# Leptonema zahradniki
Leptonema zahradniki är en nattsländeart som beskrevs av Sykora 1964. Leptonema zahradniki ingår i släktet Leptonema och familjen ryssjenattsländor. Inga underarter finns listade i Catalogue of Life.